# Lunca (okręg Neamț)
Lunca – wieś w Rumunii, w okręgu Neamț, w gminie Vânători-Neamț. W 2011 roku liczyła 1112 mieszkańców.